# A Degrassi gimi szereplőinek listája
A Degrassi gimi (eredeti cím: Degrassi: The Next Generation) kanadai televíziós filmsorozat. Kanadában 2001-től 2009-ig a CTV vetítette, 2010-től 2013-ig a MuchMusic sugározta, 2013-tól 2015-ig az MTV Canada adta. Magyarországon a 10. évadtól kezdte el sugározni a Megamax és a C8 2016. december 26-ától.

## Szereplők
| Szereplő           | Színész                 | Magyar hang                                                 | Évadok         | Évadok     | Évadok     | Évadok         | Évadok     | Évadok     | Évadok     | Évadok         |
| Szereplő           | Színész                 | Magyar hang                                                 | 1              | 2          | 3          | 10             | 11         | 12         | 13         | 14             |
| ------------------ | ----------------------- | ----------------------------------------------------------- | -------------- | ---------- | ---------- | -------------- | ---------- | ---------- | ---------- | -------------- |
| Archie Simpson     | Stefan Brogren          | Szabó Sipos Barnabás (1-3. évad) Tarján Péter (10. évadtól) | Főszereplő     | Főszereplő | Főszereplő | Főszereplő     | Főszereplő | Főszereplő | Főszereplő | Főszereplő     |
| Spinner Mason      | Shane Kippel            | Szvetlov Balázs                                             | Főszereplő     | Főszereplő | Főszereplő |                |            |            |            | Mellékszereplő |
| Emma Nelson        | Miriam McDonald         | Talmács Márta                                               | Főszereplő     | Főszereplő | Főszereplő |                |            |            |            |                |
| Manuella Santos    | Cassie Steele           | Kántor Kitty                                                | Főszereplő     | Főszereplő | Főszereplő |                |            |            |            |                |
| Liberty Van Zandt  | Sarah Barrable-Tishauer | Zsótér Zsófia                                               | Főszereplő     | Főszereplő | Főszereplő |                |            |            |            |                |
| Christine Nelson   | Amanda Stepto           | Törtei Tünde                                                | Visszatérő     | Visszatérő | Főszereplő |                |            |            |            |                |
| Paige Michalchuk   | Lauren Collins          | Györfi Laura                                                | Főszereplő     | Főszereplő | Főszereplő |                |            |            |            |                |
| Jimmy Brooks       | Aubrey Graham           | Czető Roland                                                | Főszereplő     | Főszereplő | Főszereplő |                |            |            |            |                |
| Toby Isaacs        | Jake Goldsbie           | Ungvári Gergő                                               | Főszereplő     | Főszereplő | Főszereplő |                |            |            |            |                |
| Ellie Nash         | Stacey Farber           | Stefanovics Angéla                                          | Mellékszereplő | Visszatérő | Főszereplő |                |            |            |            |                |
| Sean Cameron       | Daniel Clark            | Baradlay Viktor                                             | Főszereplő     | Főszereplő | Főszereplő |                |            |            |            |                |
| Ashley Kerwin      | Melissa McIntyre        | Tamási Nikolett                                             | Főszereplő     | Főszereplő | Főszereplő |                |            |            |            |                |
| Caitlin Ryan       | Stacie Mistysyn         | Árkosi Kati                                                 | Mellékszereplő | Visszatérő | Főszereplő |                |            |            |            |                |
| J.T. Yorke         | Ryan Cooley             | Penke Bence                                                 | Főszereplő     | Főszereplő | Főszereplő |                |            |            |            |                |
| Joey Jeremiah      | Pat Mastroianni         | Seszták Szabolcs                                            | Mellékszereplő | Főszereplő | Főszereplő |                |            |            |            |                |
| Hazel Aden         | Andrea Lewis            | Takács Mariann                                              | Visszatérő     | Főszereplő |            |                |            |            |            |                |
| Daniel Raditch     | Dan Woods               | Karsai István                                               | Főszereplő     | Főszereplő | Főszereplő |                |            |            |            |                |
| Terri McGreggor    | Christina Schmidt       | Czető Zsanett                                               | Főszereplő     | Főszereplő | Főszereplő |                |            |            |            |                |
| Kendra Mason       | Katie Lai               | Ungvári Zsófia                                              | Visszatérő     |            |            |                |            |            |            |                |
| Marco Del Rossi    | Adamo Ruggiero          | Galgóczy Gáspár                                             |                | Visszatérő | Főszereplő |                |            |            |            |                |
| Craig Manning      | Jake Epstein            | Jelinek Márk                                                |                | Főszereplő | Főszereplő |                |            |            |            |                |
| Daphne Hatzilakos  | Melissa DiMarco         | TBA                                                         |                | Visszatérő | Visszatérő |                |            |            |            |                |
| Jay Hogart         | Mike Lobel              | TBA                                                         |                |            | Visszatérő |                |            |            |            |                |
| Alex Nunez         | Deanna Casaluce         | TBA                                                         |                |            | Visszatérő |                |            |            |            |                |
| Clare Edwards      | Aislinn Paul            | Czető Zsanett                                               |                |            |            | Főszereplő     | Főszereplő | Főszereplő | Főszereplő | Főszereplő     |
| Alli Bhandari      | Melinda Shankar         | Dögei Éva                                                   |                |            |            | Főszereplő     | Főszereplő | Főszereplő | Főszereplő | Főszereplő     |
| Connor Deslauriers | A.J. Saudin             | Markovics Tamás                                             |                |            |            | Főszereplő     | Főszereplő | Főszereplő | Főszereplő | Főszereplő     |
| Jenna Middleton    | Jessica Tyler           | Molnár Ilona                                                |                |            |            | Főszereplő     | Főszereplő | Főszereplő | Főszereplő | Főszereplő     |
| Drew Torres        | Luke Bilyk              | Pál Tamás                                                   |                |            |            | Főszereplő     | Főszereplő | Főszereplő | Főszereplő | Főszereplő     |
| Eli Goldsworthy    | Munro Chambers          | Penke Bence                                                 |                |            |            | Főszereplő     | Főszereplő | Főszereplő | Főszereplő | Főszereplő     |
| Dave Turner        | Jahmil French           | Hamvas Dániel                                               |                |            |            | Főszereplő     | Főszereplő | Főszereplő | Főszereplő |                |
| Bianca DeSousa     | Alicia Josipovic        | Csuha Bori                                                  |                |            |            | Főszereplő     | Főszereplő | Főszereplő | Főszereplő |                |
| Adam Torres        | Jordan Todosey          | Csifó Dorina                                                |                |            |            | Főszereplő     | Főszereplő | Főszereplő | Főszereplő |                |
| K.C Guthrie        | Sam Earle               | Czető Ádám                                                  |                |            |            | Főszereplő     | Főszereplő | Főszereplő |            |                |
| Fiona Coyne        | Annie Clark             | Laudon Andrea                                               |                |            |            | Főszereplő     | Főszereplő | Főszereplő |            |                |
| Owen Milligan      | Daniel Kelly            | Sörös Miklós                                                |                |            |            | Főszereplő     | Főszereplő | Főszereplő |            |                |
| Chantay Black      | Jajube Mandiela         | Szabó Zselyke                                               |                |            |            | Főszereplő     | Főszereplő |            |            |                |
| Anya MacPherson    | Samantha Munro          | Kis-Kovács Luca                                             |                |            |            | Főszereplő     | Főszereplő |            |            |                |
| Holly J. Sinclair  | Charlotte Arnold        | Gulás Fanni                                                 |                |            |            | Főszereplő     | Főszereplő |            |            |                |
| Sav Bhandari       | Raymond Ablack          | Gacsal Ádám                                                 |                |            |            | Főszereplő     | Főszereplő |            |            |                |
| Riley Stavros      | Argiris Karras          | Renácz Zoltán                                               |                |            |            | Főszereplő     | Főszereplő |            |            |                |
| Zane Park          | Shannon Kook-Chun       | Czető Roland                                                |                |            |            | Főszereplő     | Főszereplő |            |            |                |
| Wesley Betenkamp   | Spencer Van Wyck        | Morvay Gábor                                                |                |            |            | Főszereplő     | Főszereplő |            |            |                |
| Marisol Lewis      | Shanice Banton          | Vámos Móni                                                  |                |            |            | Mellékszereplő | Főszereplő |            |            |                |
| Johnny DiMarco     | Scott Paterson          | Joó Gábor                                                   |                |            |            | Visszatérő     | Visszatérő |            |            |                |
| Peter Stone        | Jamie Johnston          | Szalay Csongor                                              |                |            |            | Főszereplő     |            |            |            |                |
| Leia Chang         | Judy Jiao               | Tamási Nikolett                                             |                |            |            | Főszereplő     |            |            |            |                |
| Declan Coyne       | Landon Liboiron         | Baráth István                                               |                |            |            | Főszereplő     |            |            |            |                |
| Imogen Moreno      | Cristine Prosperi       | Kántor Kitty                                                |                |            |            |                | Főszereplő | Főszereplő | Főszereplő | Főszereplő     |
| Maya Matlin        | Olivia Scriven          | Koller Virág                                                |                |            |            |                | Főszereplő | Főszereplő | Főszereplő | Főszereplő     |
| Tristan Milligan   | Lyle O'Donohoe          | Kossuth Gábor                                               |                |            |            |                | Főszereplő | Főszereplő | Főszereplő | Főszereplő     |
| Zig Novak          | Ricardo Hoyos           | Bogdán Gergő                                                |                |            |            |                | Főszereplő | Főszereplő | Főszereplő | Főszereplő     |
| Katie Matlin       | Chloe Rose              | Vadász Bea                                                  |                |            |            |                | Főszereplő | Főszereplő | Főszereplő |                |
| Mo Mashkour        | Jacob Neayem            | Potocsny Andor                                              |                |            |            |                | Főszereplő | Főszereplő |            |                |
| Jake Martin        | Justin Kelly            | Horváth Illés                                               |                |            |            |                | Főszereplő | Főszereplő |            |                |
| Tori Santamaria    | Alex Steele             | Pekár Adrienn                                               |                |            |            |                | Főszereplő | Főszereplő |            |                |
| Mike Dallas        | Demetrius Joyette       | Borbíró András                                              |                |            |            |                |            | Főszereplő | Főszereplő | Főszereplő     |
| Becky Baker        | Sarah Fisher            | Kardos Eszter                                               |                |            |            |                |            | Főszereplő | Főszereplő | Főszereplő     |
| Luke Baker         | Craig Arnold            | Előd Álmos                                                  |                |            |            |                |            | Főszereplő | Főszereplő | Főszereplő     |
| Campbell Saunders  | Dylan Everett           | Ungvári Gergő                                               |                |            |            |                |            | Főszereplő |            |                |

## További magyar hangok
- 10. évad:[2] Moser Károly (Bobby), Solecki Janka (Lara), Tóth Szilvia (Ms. Oh), Papucsek Vilmos
- 11. évad:[3] Farkasinszky Edit (Ms. Dawes), Timon Barna (Liam Berish), Csonka Anikó (Helen Edwards), Bolla Róbert (Mr. Kahanna), Haffner Anikó (Lisa Guthrie), Berkes Bence (Julian Williams), Szabó Máté (Vince Bell), Lázár Erika (Blair Bongard), Katona Zoltán (Mr. Bhandari), Moser Károly (Bobby Beckonridge), Gubányi György István (Dom Perino), Papucsek Vilmos (Darryl Armstrong), Mics Ildikó (Mrs. Stavros), Zakariás Éva (Audra Torres), Solecki Janka (Laura Coyne), Bácskai János (Bullfrog Goldsworthy), Jánosi Ferenc (Mark Fitzgerald), Pupos Timea (Sadie Rowland), Berkes Boglárka (Hannah Belmont), F. Nagy Eszter (Pam MacPherson), Tóth Szilvia (Missy), Kiss Anikó (Bev Greyson), Györfi Laura (Kayla), Szórádi Erika (Mrs. Bhandari), Seder Gábor (Mr. Betenkamp), Fehérváry Márton (Sherman), Balogh Anikó (Toni Stark), Berecz Kristóf Uwe (Caleb Bongard), Hermann Lilla (Tinsley Wharton)
- 12. évad:[4] Solecki Janka (Lara), Tóth Szilvia (Miss Oh), Papucsek Vilmos (Armstrong), Fekete Zoltán (Mr. Baker), Csonka Anikó (Mrs. Edwards), Dányi Krisztián (Asher), Zakariás Éva (Audra), Haffner Anikó (Lisa),

## Magyar változat
A szinkront a Megamax megbízásából a Subway stúdió készítette.
- Magyar szöveg: Dr. Halász Blanka, Markwarth Zsófia, Szalai Eszter (11. évad), Szojka László (11. évad)
- Hangmérnök: Gajda Mátyás
- Vágó: Bogdán Anikó
- Gyártásvezető: Bogdán Anikó
- Szinkronrendező: Molnár Ilona
- Produkciós vezető: Kicska László
- Felolvasó: Korbuly Péter